# Lamune
Lamune (ラムネ?, Ramune) è una serie televisiva anime composta da 12 episodi e andata in onda in Giappone da ottobre a dicembre 2005. La serie è tratta da un videogioco creato da Neko Neko Software.

## Trama
Kenji Tomosaka si è trasferito in questo luogo quando era bambino. In piena estate, in una spiaggia incontra una ragazza: è Nanami Konoe, la sua vicina di casa: la donna vive infatti a pochi metri da lui. Il tempo passa, vivono una vita normale, le memorie dei giorni si accumulano, fino a quando arriva nuovamente l'estate. Per Kenji e Nanami, sembra una normale estate, ma qualcosa di speciale sta nascendo.
Tra vari episodi i due capiscono di amarsi, e quando fidanzano e tutto sembra andare bene, Nanami si ammala di appendicite, nel periodo di ricovero Kenji si occuperà dell'orto. Ma a causa della strada disastrata farà un incidente stradale, così finendo in coma. Durante questo periodo il tempo passa, ma Nanami rimane al suo fianco, quando ormai ricomincia l'estate (quindi dopo un anno) Nanami confessa di amarlo e proprio in quel momento Kenji si risveglia. Il rapporto tra i due ritorna alla normalità però come coppia. Nel frattempo tra il padre di Kenji e la madre di Nanami scattà la scintilla.

## Personaggi
Kenji Tomosaka (友坂 健次?, Tomosaka Kenji)
Doppiatore:Kishou Taniyama
Kenji è il protagonista della storia, sempre in compagnia di Nanami, insieme vanno sia a scuola che al lavoro. Ha sempre desiderato avere una motocicletta e il padre gli affiderà la sua vecchia moto, che però dovrà costantemente riparare. Sembra una persona fredda ma in realtà è una persona gentile e correrebbe qualsiasi rischio per Nanami.
Nanami Konoe (近衛 七海?, Konoe Nanami)
Doppiatrice:Yuko Gotou
Nanami è la donna protagonista della serie, ha i capelli lunghi di color porpora. Lei è l'amica di infanzia di Kenji e sua vicina di casa. I due da sempre si svegliano a vicenda. Adora curare il suo orto. è piuttosto imbranata

## Libri
Un libro per la versione della PS2 è stato pubblicato da JIVE in Giappone
- Lamune ~The Glass Jar that Reflects the Sea~ Visual Guide Book - ISBN 978-4-86176-242-0, ottobre 2005.

## DVD
Sei DVD dell'anime sono stati diffusi da Interchannel nel solo Giappone.
- Lamune DVD Vol.1 (Episodi 01 - 02)
- Lamune DVD Vol.2 (Episodi 03 - 04)
- Lamune DVD Vol.3 (Episodi 05 - 06)
- Lamune DVD Vol.4 (Episodi 07 - 08)
- Lamune DVD Vol.5 (Episodi 09 - 10)
- Lamune DVD Vol.6 (Episodi 11 - 12)

## Episodi
| Nº | Titolo italiano (traduzione letterale) Giapponese 「Kanji」 - Rōmaji                                                | In onda          | In onda |
| Nº | Titolo italiano (traduzione letterale) Giapponese 「Kanji」 - Rōmaji                                                | Giapponese       |         |
| 1  | Il paguro e il cappello di paglia 「ヤドカリと麦わら帽子」 - Yadokari to Mugiwara Bōshi                             | 12 ottobre 2005  |         |
| 2  | Il campo d'estate e la Nanami Special 「夏の畑とななみすぺしゃる」 - Natsu no Hatake to Nanami Supesharu            | 19 ottobre 2005  |         |
| 3  | Il cuginetto e i fuochi artificiali 「ちっちゃなイトコと花火」 - Chicchana Itoko to Hanabi                          | 26 ottobre 2005  |         |
| 4  | Il consiglio studentesco e il premio 「自治会長とごほうび」 - Jichikaichō to Gohōbi                                 | 2 novembre 2005  |         |
| 5  | Il cielo stellato e il telescopio 「星空と望遠鏡」 - Hoshizora to Bōenkyō                                           | 9 novembre 2005  |         |
| 6  | Tre persone e due perle 「三人と二つの真珠」 - Sannin to Futatsu no Shinju                                          | 16 novembre 2005 |         |
| 7  | La ciclista e il lavoro part-time 「バイク少女とアルバイト」 - Baiku Shōjo to Arubaito                              | 23 novembre 2005 |         |
| 8  | Il loro legame e i sentimenti imprecisi 「ふたりの絆と揺れる想い」 - Futari no Kizuna to Yureru Omoi                | 30 novembre 2005 |         |
| 9  | La distanza tra di loro e una bottiglia di limonata 「ふたりの距離とラムネの瓶」 - Futari no Kyori to Ramune no Bin | 7 dicembre 2005  |         |
| 10 | La danza popolare e i cuori sovrapposti 「フォークダンスとかさなる心」 - Fōkudansu to Kasanaru Kokoro               | 14 dicembre 2005 |         |
| 11 | La notte col tifone e la fine dell'estate 「台風の夜と夏の終わり」 - Taifū no Yoru to Natsu no Owari                | 21 dicembre 2005 |         |
| 12 | Cento prestiti e cento debiti 「100個の貸しと100個の借り」 - Hyakko no Kashi to Hyakko no Kari                      | 28 dicembre 2005 |         |

## Sigle
Sigla iniziale
- "The Melody of Lemonade’s Color" (ラムネ色のメロディ?, Ramune Iro no Merodi): Episodi 01 - 12
Cantata da: Mayu
Testo: Tomu
Composizione: Raito
Arrangiamento: Yougo Kanno

Sigle finali
- "Summer vacation": Episodi 01 - 11
Cantata da: Ayumi Murata
Testo: Tomu
Composizione: TARAWO
- "Just Kidding 76's" (なんてね76's?, Nantene 76's): Episodio 12
Cantata da: Hiromi Satou
Testo: Tomo Kataoka
Composizione: Hitoshi Fujima (Elements Garden)